# Таштуй
Ташту́й (рос. Таштуй, башк. Таштуй) — присілок (колишнє селище) у складі Абзеліловського району Башкортостану, Росія. Входить до складу Янгільської сільської ради.
До 10 вересня 2010 року називався присілок 1-го отділення Янгільського совхоза.
Населення — 491 особа (2010; 458 в 2002).
Національний склад:
- башкири — 88%